# Parco nazionale del fiume Guy Fawkes
Il parco nazionale del fiume Guy Fawkes (in inglese: Guy Fawkes River National Park) è un parco nazionale del Nuovo Galles del Sud (Australia). Sorge nei pressi di Ebor (560 km circa da Sydney).
Possiede oltre 40 comunità vegetali differenti, 28 specie di piante minacciate, 24 specie animali minacciate e vaste aree di foreste antiche.